# Narriman Sadek
Narriman Sadek (tiếng Ả Rập: ناريمان صادق), hay Nariman Sadiq (31 tháng 10 năm 1933 – 16 tháng 2 năm 2005) là con gái của Hussain Fahmi Sadiq, một quan chức cấp cao trong chính phủ Ai Cập, và phu nhân Asila Kamil. Bà là vợ thứ hai của Quốc vương Farouk và là vị Vương hậu cuối cùng của Ai Cập.

## Lập làm Vương hậu

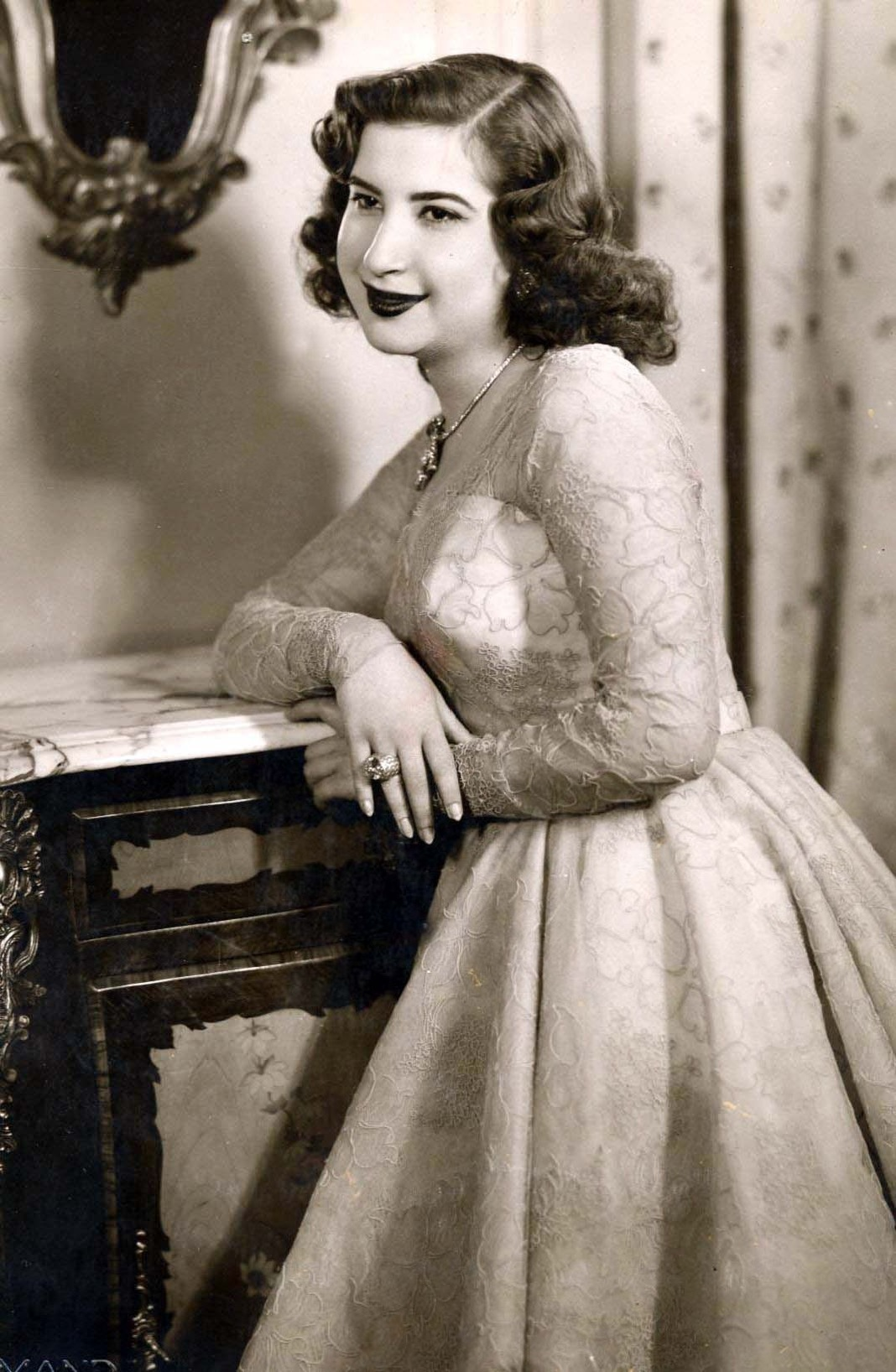
Vương hậu Narriman, ảnh chụp trước khi hôn lễ diễn ra vài ngày

Được mệnh danh là " Cô bé lọ lem của sông Nin" vì xuất thân từ tầng lớp trung lưu, Narriman Sadek được chọn làm vợ kế của Quốc vương Farouk, sau khi ông đã ly dị người vợ đầu tiên là vương hậu Farida. Narriman đã phải hủy bỏ hôn ước trước đây với một sinh viên tiến sĩ của trường Đại học Harvard tên là Zaki Hashem. Bà được đến đại sứ quán của Ai Cập ở Roma để được dạy các nghĩa vụ, bổn phận trong hoàng gia. Khi ở Roma, Narriman trên danh nghĩa là một người cháu gái của vị đại sứ để giấu đi mục đích có mặt tại đây của bà.
Tại đại sứ quán, bà đã nghiên cứu lịch sử, các nghi thức và 4 ngôn ngữ của châu Âu. Ngoài ra, trước khi đi, nhà vua ra lệnh cho bà là khi quay trở về Ai Cập thì cân nặng chỉ được phép tối đa là 110 pound (xấp xỉ 50 kg), vì thế mà Narriman buộc phải tuân thủ một quá trình giảm cân nghiêm ngặt.
Vào tháng 5 năm 1951, ở tuổi 18, bà chính thức bước lên xe hoa cùng với Farouk, trở thành vương hậu của Ai Cập. Đám cưới được tổ chức khá xa hoa và xa xỉ. Tân vương hậu Nariman mặc chiếc váy cô dâu được đính 20.000 viên kim cương, và đôi vợ chồng được tặng nhiều món quà đắt tiền. Những món quà này đều được làm bằng vàng, và sau đó được bí mật đun chảy và đúc thành thỏi. Chuyến đi tuần trăng mật của cặp vợ chồng hoàng gia tại châu Âu kéo dài đến 4 tháng.
Vào ngày 16 tháng 1 năm 1952, Narriman hạ sinh đứa con trai duy nhất, Ahmed Fuad, là vị Quốc vương cuối cùng của nhà Muhammad Ali. Cuối năm đó, Farouk bị buộc phải thoái vị bởi cuộc Cách mạng Ai Cập năm 1952. Đứa con trai chưa tròn 1 tuổi của ông được đưa lên ngôi, là Fuad II của Ai Cập. Triều đại của vị vua cuối cùng này kéo dài chưa đến 1 năm thì bị sụp đổ, Ai Cập trở thành nước Cộng hòa.

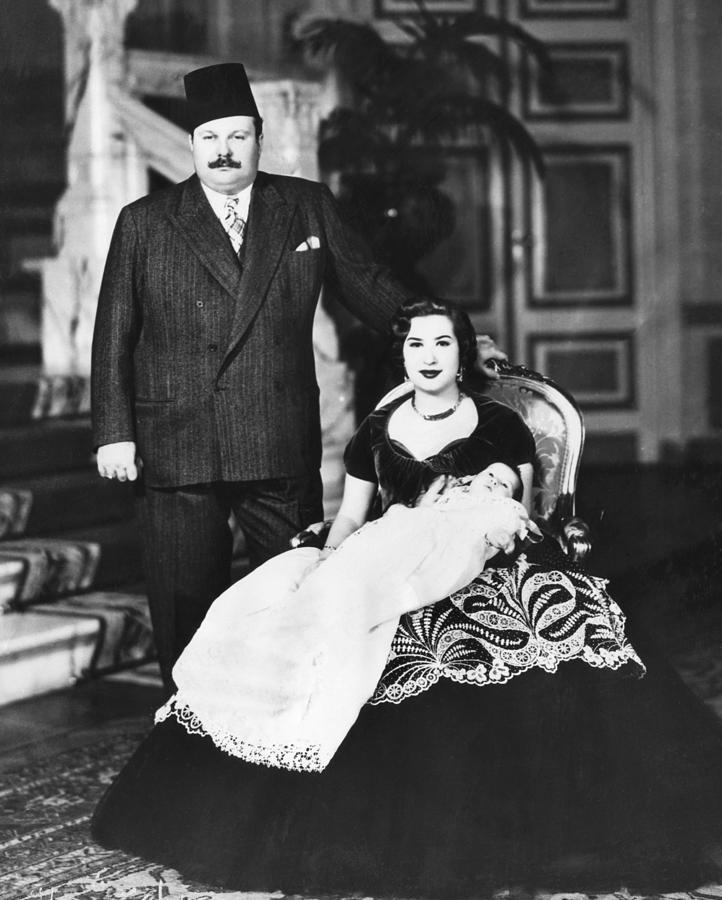
Vua Farouk, vương hậu Narriman và hoàng tử Fuad

## Ly hôn
Sau khi Farouk bị buộc thoái vị, gia đình hoàng gia đã phải sống lưu vong trên chiếc du thuyền hoàng gia mang tên "El-Mahrousa", vào tháng 3 năm 1953. Chán ngán với cuộc sống rày đây mai đó và tính lăng nhăng của ông Farouk, Narriman quay trở về Ai Cập cùng với mẹ, trở lại với thân phận của một thường dân. Bà ly dị với Farouk vào tháng 2 năm 1954.
Vào ngày 3 tháng 5 năm 1954, bà tái giá với Adham al-Nakib ở Alexandria, người trước đây là bác sĩ riêng của Farouk. Họ có với nhau một con trai, Akram, và sau đó ly dị vào năm 1961. Một lần nữa vào năm 1967, bà kết hôn với Ismail Fahmi, một bác sĩ y khoa.

## Qua đời

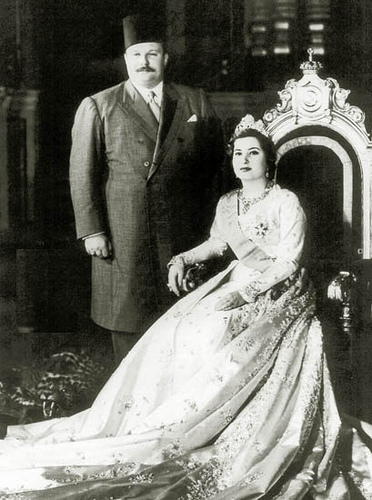
Quốc vương Farouk và Vương hậu Nariman trong ngày hôn lễ

Nariman Fahmi qua đời vào ngày 16 tháng 2 năm 2005 tại bệnh viện Dar Al Fouad, nằm ở vùng ngoại ô thủ đô Cairo, vì bị xuất huyết não. Những năm cuối đời, bà sống lặng lẽ trong một căn hộ ở khu phố Heliopolis, cùng với người chồng thứ ba, Ismail Fahmi.